# Svarttjärnen (Bjurholms socken, Ångermanland, 709061-167247)
Svarttjärnen är en sjö i Bjurholms kommun i Ångermanland och ingår i Öreälvens huvudavrinningsområde.